# Seumara
Seumara is een bestuurslaag in het regentschap Aceh Barat van de provincie Atjeh, Indonesië. Seumara telt 355 inwoners (volkstelling 2010).